# Kostel svatého Jakuba (Hradec nad Moravicí)
Kostel svatého Jakuba v Hradci nad Moravicí je jednolodní, východně orientovaná stavba s rovně ukončeným kněžištěm.

## Historie
Stavba kostela započala v roce 1587 z podnětu majitele hradeckého panství Kašpara Pruskovského z Pruskova. Kostel byl založen na novém hřbitově na Podolí. Byl dokončen před rokem 1597, kdy byl 27. července olomouckým biskupem Stanislavem Pavlovským vysvěcen. V dalších stoletích byl kostle několikrát opravován např. na počátku 18. století, v roce 1898 a 1929. Při osvobozovacích bojích na jaře 1945 byl kostel poškozen a po skončení války zásluhou kaplana Otakara Trtílka opraven. Dne 14. července 1957 zasáhl věž kostela blesk. Následný požár se zásluhou hasičů a místních farníků omezil jen na kopuli věže, která byla v září 1957 opravena.

## Interiér
Hlavní oltář s obrazem sv. Jakuba od opavského malíře Ignáce Günthera z roku 1782. Na bocích oltáře stojí sochy sv. Isidora a sv. Nothburgy. V lodí kostela jsou umístěny dva boční oltáře neznámého původu. První s obrazem sv. Antonína z poloviny 18. století a sochami sv. Jeronýma a sv. Augustina. Druhý s obrazem Panny Marie Čenstochovské z třetí čtvrtiny 18. století se sochami sv. Ambrože a sv. Řehoře.